# Polyblastus atrox
Polyblastus atrox là một loài tò vò trong họ Ichneumonidae.